# Aurélie Muller
Aurélie Muller (Sarreguemines, 7 de junho de 1990) é uma maratonista aquática francesa.

## Carreira

### Rio 2016
Muller competiu nos 10 km feminino nos Jogos Olímpicos de Verão de 2016, onde finalizou em segundo lugar, porém acabou sendo desclassificada em uma disputa de posições com a italiana Rachele Bruni.